# Pitohui dichrous
El pitohuí bicolor (Pitohui dichrous) es una especie de ave paseriforme de la familia Oriolidae endémica de Nueva Guinea. Debe su nombre a su plumaje negro y anaranjado. 
Esta especie y sus familiares, el pitohuí variable y el pitohuí marrón, son los primeros pájaros descubiertos que son tóxicos. Una neurotoxina, llamada homobatracotoxina, se encuentra en las plumas y en la piel de esta ave y es lo que les causa dolor para las personas que la tocan. 
El pitohuí con capucha adquiere su veneno de su dieta, la cual incluye el escarabajo Choresine de la familia Melyridae. Este escarabajo es probablemente el mismo que les da a las ranas tóxicas de Colombia sus venenos tan potentes.
Su cabeza es negra brillante, azabache. Y el resto del cuerpo es de un vivo color. Es un pájaro cantor y mide poco más de 20 centímetros. El primero fue descubierto en 1989. Hay varias subespecies de distintos colores. Los más coloridos son los más venenosos. Las tribus locales lo llaman también "pájaro basura" porque no pueden comerlo.